# Palácio do Gulistão
Palácio do Gulistão ou Golestão (em persa: کاخ گلستان; romaniz.: Kāx e Golestān; lit. "Palácio do Jardim das Rosas") é um antigo palácio real iraniano do Império Cajar, situado em Teerão. Sendo o mais antigo dos monumentos históricos em Teerão, o palácio pertence a um grupo de edifícios reais que estavam encerrados no interior das muralhas de adobe da Arg-e Soltanati, a cidadela histórica da capital iraniana.

## História

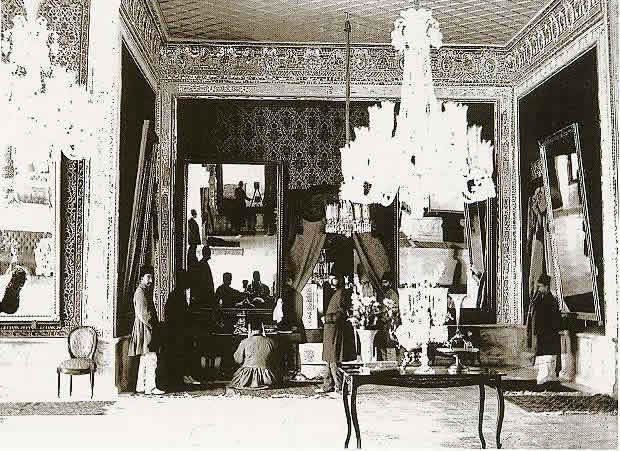
O Interior do Palácio do Gulistão em 1860

A Arg ("cidadela", em persa) foi construída durante o reinado de Tamaspe I (r. 1524–1576) do Império Safávida (1502–1736), e foi renovada, mais tarde, pelo imperador zande Carim Cã (r. 1750–1779). Maomé Cã Cajar (r. 1742–1797) escolheu Teerão para sua capital. A Arg tornou-se na sede da corte do Império Cajar (1794–1925) e o Palácio do Gulistão na residência oficial da família real daquela dinastia. 
Em 1865, o palácio foi reconstruído por Haji Abol-hasan Mimar Navai, alcançando a sua forma actual. Durante a era Pálavi (1925–1979), o Palácio do Gulistão foi usado para recepções formais, tendo os soberanos Pálavi construído o seu próprio palácio no Complexo Palaciano de Niavaran. As cerimónias mais importantes realizadas no palácio durante a era Pálavi foram a coroação de Reza Pálavi (r. 1925–1941) no Takht-e Marmar ("Trono de Mármore") e a coroação de Maomé Reza Pálavi (r. 1941–1979) na Galeria do Museu.
Entre 1925 e 1945, uma grande parte dos edifícios do palácio foram destruídos por ordem de Reza Pálavi, o qual acreditava que o centenário palácio dos Cajar não devia impedir o crescimento duma cidade moderna. No lugar dos velhos edifícios foram erguidas modernas estruturas em estilo comercial, durante as décadas de 1950 e 1960. Atualmente, o Palácio do Gulistão é administrado pela Organização do Património Cultural do Irão. No dia 11 de Outubro de 2005, aquele organismo apresentou o palácio com vista à inclusão na Lista do Património Mundial em 2007 da UNESCO.

## Arquitectura
No seu estado presente, o Palácio do Gulistão é o resultado de cerca de 400 anos de construção, sendo o Khalvat-e Karim Khani ("Retiro de Karim Cã") uma das partes mais antigas do ainda existentes. Na sua localização contemporânea, cada um dos edifícios apresenta uma história única.

### Emarat Badgir

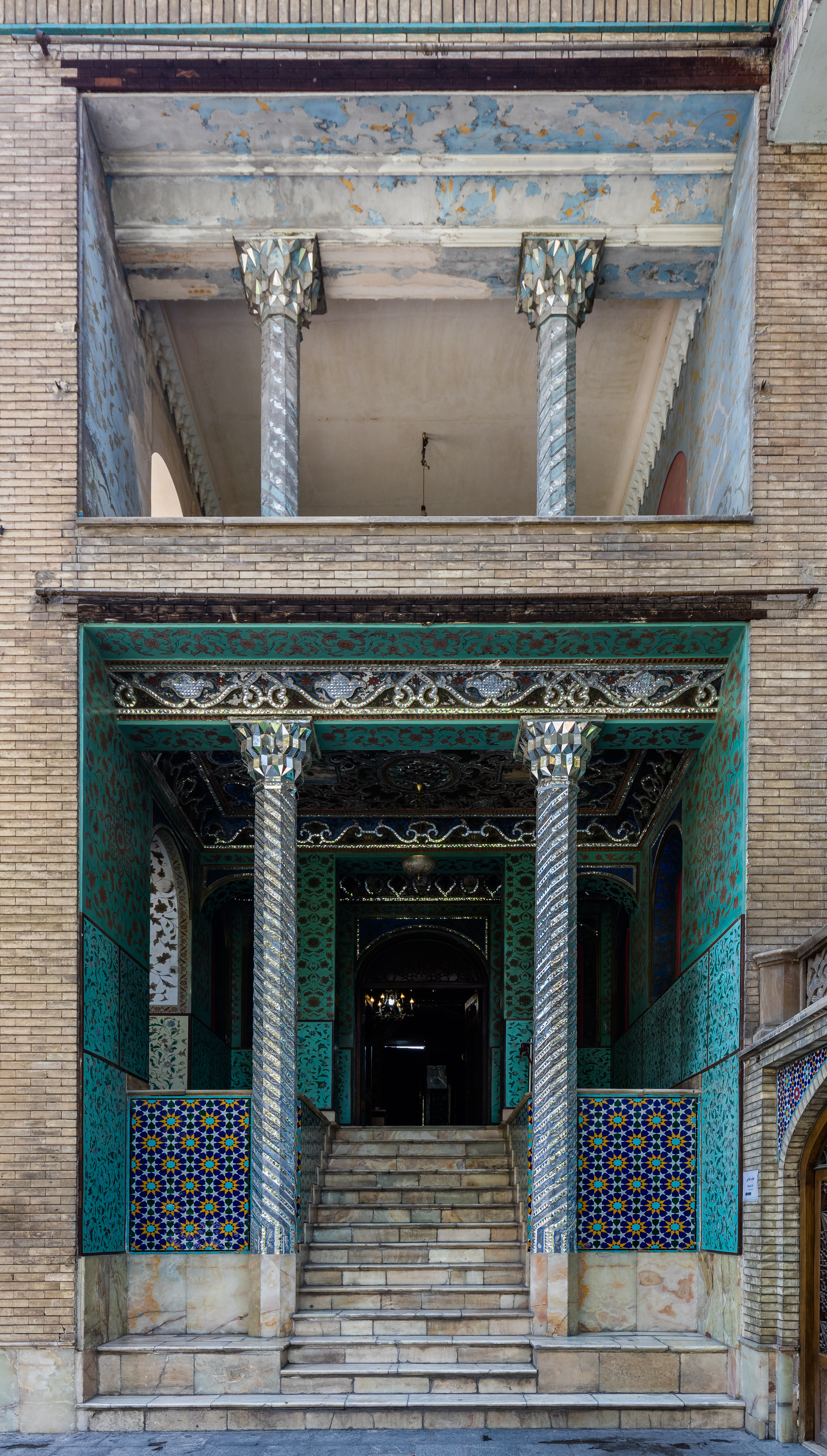
Fachada do Emarat Badgir

O Emarat Badgir é um dos mais antigos edifícios do Palácio do Gulistão. Foi construído na época de Fate Ali Xá Cajar (r. 1797–1834), sendo composto por uma divisão principal, dois quartos laterais, dois vestíbulos e uma divisão no subsolo equipada com um tanque. A sala principal está decorada com vitrais, colunas de gesso em forma de espiral e rodapés de mármore pintado; O pavimento está coberto de azulejos pintados. O fundo é decorado por espelhos e pinturas, o que é raro no Palácio do Gulistão. A construção teve lugar entre 1807 e 1809, sob a direcção de dois arquitectos persas, Haje Mirza Jafar Cã Tabrizi e Abedalá Memarbaxi (mais conhecido pelo nome de Xeique Abdul Huceine). As pinturas são da autoria de Mirza Baba Xirazi, Ustade Amade, Firuz Axtiani e Ustade Maomé Cã.
Durante o reinado de Naceradim Xá Cajar (r. 1848–1896), o arquitecto Haje Ali Cã Hajibadulá efectuou algumas alterações no edifício, o que lhe daria o seu aspecto actual. As modificações podem constatar-se através da observação das aguarelas de Mamude Cã Saba (r. 1861–1863), onde são evidentes as diferenças entre o aspecto do edifício naquela época e o que apresenta actualmente.
Os Xás do Império Cajar utilizaram bastante este edifícios no Verão. A frescura que se sente no seu interior foi o motivo pelo qual a coroação de Mozafaradim Xá teve lugar aqui, em 1826, em vez de ocorrer no Palácio de Mármore, uma estrutura mais formal do Palácio do Gulistão. O edifício esteve fechado durante trinta anos na época Pálavi. Entre 2002 e o outono de 2004 tiveram lugar obras de restauro, sendo o edifício reaberto ao público depois disso.

### Shams-ol Emareh

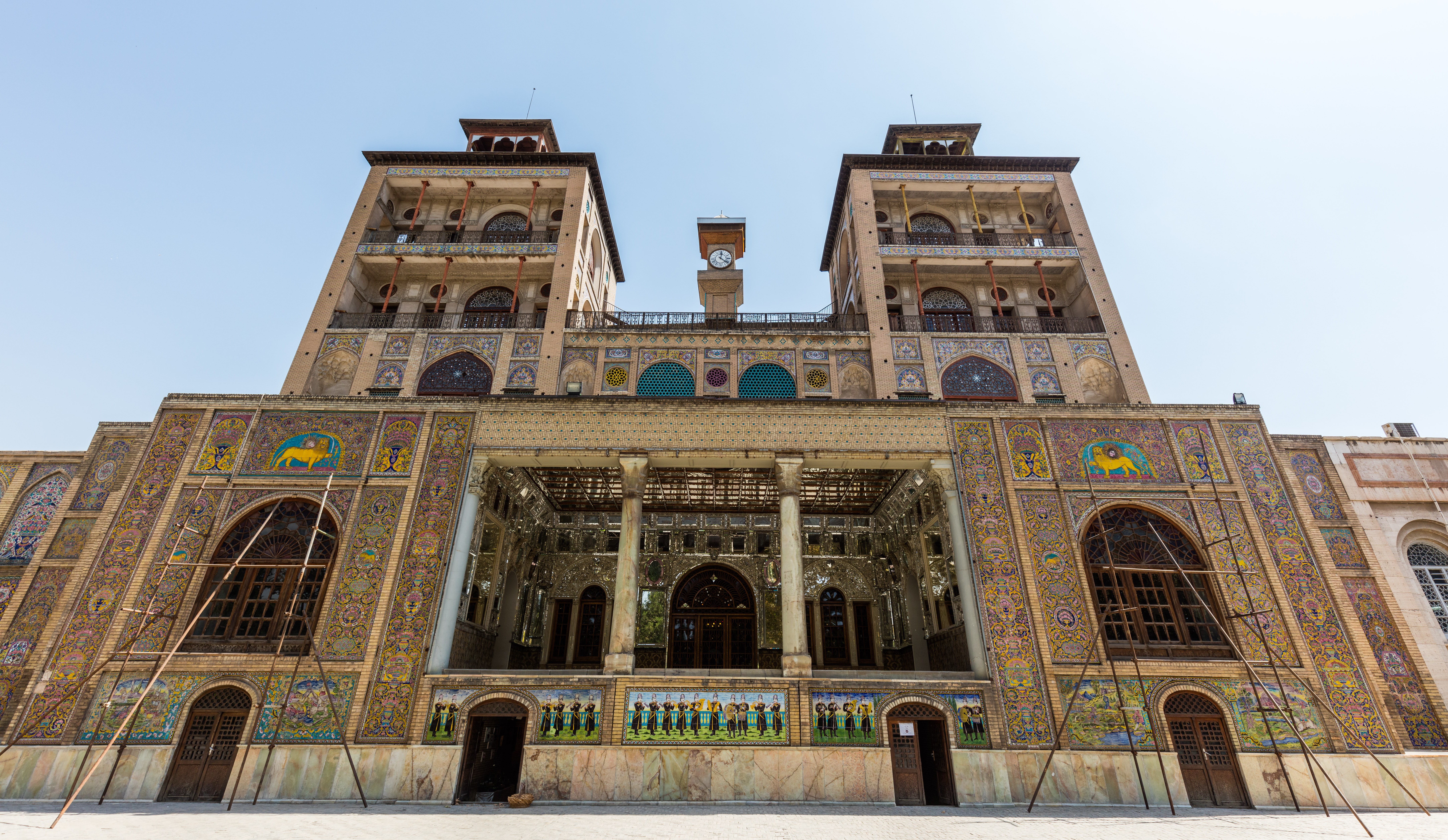
Fachada do Shams-ol-emareh

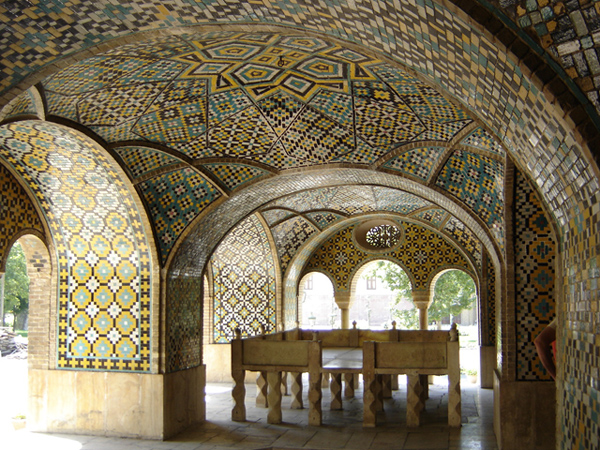
Detalhe do Khalvat-e Karim Khani

Alguns anos após a sua coroação, Nasser al-Din Xá decidiu alargar o Palácio do Gulistão na sua parte oriental. O Shams-ol Emareh, assim como a Galeria dos Espelhos, A Galeria do Museu e a Galeria de Marfim datam deste período. Nesta época, Teerão tinha poucos edifícios impressionantes e ainda menos edifícios altos. Alguns engenheiros franceses e austríacos foram convidados, nessa ocasião, para se deslocarem à capital persa com o objectivo de darem forma às ideias de Nasser al-Din Xá havia tido na Europa e desejava realizar na Pérsia. O Shams-ol-emareh surgiu em 1867, sendo, à época da sua construção, um dos mais altos edifícios de Teerão.
Mirza Hassan Khan Etemad-os-saltaneh, cronista da Corte, escreveu a este respeito: 
(...) o Koushk, conhecido pelo nome de Shams-ol-emareh, é uma das obras grandiosas deste príncipe imperial. A sua vantagem em relação às outras construções de Teerão - e talvez do Irão - é evidente e o número dos seus andares eleva-se a cinco. Esta recordação importante é desenhada e construída sob a égide de Doust-Ali Khan Moaier-ol-mamalek à moda dos palácios e das construções dos países da Europa. Esta augusta construção é edificada no ano mil duzentos e oitenta e quatro da Hégira e vigésimo ano do reinado de sua majestade (...)

## UNESCO
A UNESCO inscreveu o Palácio do Gulistão como Patrimônio Mundial por "ser uma obra-prima da era Cajar, mostrando a integração de sucesso entre artes persas antigas e a influência da arquitetura Ocidental".